# Killer Queen (episodio de televisión)
Killer Queen (titulado La reina asesina en Hispanoamérica y Reina asesina en España) es el episodio número dieciséis de la décima temporada de la serie animada de comedia Padre de familia. El episodio salió al aire originalmente por Fox en los Estados Unidos el 11 de marzo de 2012. Cuando Peter y Chris van a un campamento de sobrepeso, se cruzan con un asesino en serie que apunta a los adolescentes con sobrepeso. Mientras tanto, Stewie está traumatizado por la portada del disco de la banda Queen, News of the World.
Este episodio fue escrito por Spencer Porter y dirigido por Joseph Lee. Cuenta con las actuaciones de invitados como H. Jon Benjamin, Jackson Douglas, Christine Lakin, Jeff Ross, Eddie Kaye Thomas, Oliver Vaquer, and Robert Wu,junto con varios actores de voz recurrentes de la serie. El episodio recibió críticas muy positivas de los críticos.
Barry de "American Dad" hizo un cameo. Jason Voorhees también aparece llevando a su hijo con sobrepeso al campamento.

## Argumento
Peter y Chris escuchan de un concurso de comer perros calientes en la noticias locales,así que Peter inscribe a Chris en ella,. Mientras Peter y Chris tratan de encontrar una antigua posesión en el ático por $ 50, la cantidad Chris tiene que pagar para poder participar en el concurso, Brian descubre News of the World, un álbum de 1977 de la banda Queen. Stewie es inmediatamente aterrorizado por el robot gigante en el álbum que representa que acaba de haber matado a los miembros de Queen. Brian entonces le paga $50 a Peter y Chris para así poder meterse en la cabeza de Stewie, Pero cuando Stewie intenta suicidarse, Brian le convence de que es sólo un álbum y que "la mayoría" de Queen están muy bien hoy.
Mientras tanto, en el concurso, Chris se come 41 hot dogs, superando al campeón Mundial de comer perros caliente Charles Yamamoto.Chris empieza a sentir dolores de estómago poco después,lo que lleva a Lois inscribirlo en un campamento para personas con sobrepeso en donde también inscribe a Peter.En una caminata, Peter y Chris descubren el cuerpo sin vida de un adolescente obeso.La policía y Joe comunican que la causa de la muerte fue porque fue estrangulado,lo que lleva a Peter a darse cuenta de que el asesino es su cuñado Patrick Pewterschmidt (The Fat Guy Strangler).Aunque el resto de la familia piensan que es imposible, ya que Patrick se encuentra todavía en la institución mental, pronto se aparece en la casa de los Griffin. Sin embargo, después de Peter y Joe se apresuran para llegar a la casa, Patrick revela que él no es el asesino y que alguien abrió la puerta de la celda del manicomio días antes.Esta afirmación se demuestra más tarde cuando otro adolescente obeso es encontrado muerto, mientras que Patrick no estaba allí. Peter y Joe tienen una idea de atrapar al verdadero asesino llevando con ellos a Patrick, y deducen que el asesino está buscando Chris y los dos adolescentes murieron por error (tenían una característica en común con Chris, uno llevaba una Gorra y el otro era de pelo rubio).
En ese momento, mientras se duerme de nuevo en casa, Chris es atacado por el verdadero asesino: Charles Yamamoto, que quiere vengarse de Chris por ganarle en el concurso de comer Hot Dogs. Así como a Yamamoto está a punto de matar a Chris, Stewie aparece y muestra a Yamamoto el álbum "News of the World", lo que le hace morir de un ataque al corazón (una referencia a la canción Sheer Heart Attack, del mismo álbum) mientras se preguntaba si el imagen era una visión del pasado o del futuro.La policía llega a la casa en donde Patrick señala que Yamamoto es el hombre que lo liberó, y así pareciera que fue el quién cometía los crímenes.Pero cuando Joe se disculpa Patrick había escapado, y para hacerlo creíble, pidió que alguien lo golpeara para que pareciera como si hubo una "pelea", entonces Peter le da un par de golpes. La canción "Killer Queen" aparece mientras se pasan los créditos.

## Producción y desarrollo
Este episodio fue escrito por Spencer Porter y dirigido por Joseph Lee,. El episodio marca el regreso del hermano psíquico Lois, Patrick Pewterschmidt. Sin embargo, Robert Downey Jr. no repitió el papel de Patrick Pewterschmidt, posiblemente debido a su calendario de rodaje pesado en ese momento.En cambio, el escritor Danny Smith, que notablemente da voz Ernie el pollo gigante y el mono malvado entre otros, hace la voz de Patrick. Este episodio también contó con un cameo de Barry Robinson de American Dad!, Otro espectáculo creado por Seth MacFarlane, así como dos ex escritores de Padre de familia, Mike Barker y Matt Weitzman. Además para la trama secundaria, del álbum News of The World, fue inspirado por el miedo propio del creador de la serie Seth MacFarlane de la portada cuando era niño.
Además del elenco regular y Smith, el actor de voz H. Jon Benjamin, el actor Jackson Douglas, la voz de la actriz Christine Lakin, el actor y el actor y comediante Jeff Ross, el actor Eddie Kaye Thomas, el actor Oliver Vaquer, y la voz de actor Robert Wu fueron estrellas invitadas en el episodio.Los actores recurrentes de voz Johnny Brennan, Chris Cox, Ralph Garman,el escritor Alec Sulkin, y el escritor John Viener hicieron apariciones menores en el episodio.Los recurrente invitados miembros del reparto Patrick Warburton y Adam West retomó su papel de Joe Swanson y el alcalde West Respectivamente.

## Recepción
El episodio recibió críticas muy positivas de los críticos, ganando una clasificación "B" de la Av. club.
En el Reino Unido, el episodio se estrenó el 19 de agosto de 2012. Se mostró como un programa doble junto con el episodio anterior Burning Down the Bayit. Se logró 1,15 millones de espectadores, la misma cantidad de espectadores como el episodio anterior.